# Iphigenia mysorensis
Iphigenia mysorensis är en tidlöseväxtart som beskrevs av Arekal och S.N.Ramaswamy. Iphigenia mysorensis ingår i släktet Iphigenia och familjen tidlöseväxter. Inga underarter finns listade i Catalogue of Life.